# Duo
För andra betydelser, se Duo (olika betydelser).
En duo kallas två musiker som uppträder tillsammans, men det används även i andra sammanhang där två personer utför något ihop. En sång eller ett musikstycke avsedd för två personer eller två instrument kallas duett. Detta kommer av latinets räkneord för två.
Andra musiktermer för sammanhang där två musiker samverkar är bicinium och fyrhändigt piano.

## Exempel på duogrupper
- Air, Frankrike, bestående av Nicolas Godin och Jean-Benoît Dunckel. Verksamma sedan mitten av 1990-talet
- Baccara, Tyskland, 1970-talet som bestod av Maria Mendiola och Mayte Mateos
- Bobbysocks, Norge, (1980-talet) som bestod av Elisabeth Andreasson och Hanne Krogh
- Chips, Sverige, (1980-talet) som från en minskning 1982 bestod av Elisabeth Andreasson och Kikki Danielsson
- Daft Punk, Frankrike, bestående av Guy-Manuel de Homem-Christo och Thomas Bangalter. Verksamma sedan början av 1990-talet
- Fame, Sverige, bestående av Jessika Anderson och Magnus Becklund. Bildades 2002.
- Flight of the Conchords, Nya Zeeland, bestående av Bret McKenzie och Jemaine Clement.
- Lemon Jelly, Storbritannien, bestående av Nick Franglen och Fred Deakin. Verksamma sedan 1998
- Milli Vanilli, Tyskland, bestod av Rob Pilatus och Fab Morvan.
- Modern Talking, Tyskland, bestående av Thomas Anders och Dieter Bohlen.
- Pet Shop Boys, Storbritannien, bestående av Chris Lowe och Neil Tennant. Verksamma sedan 1981.
- Roxette, Sverige, (1980-talet) som bestod av Marie Fredriksson och Per Gessle
- Simon and Garfunkel, USA, bestående av Paul Simon och Art Garfunkel
- Suicide, USA, bestående av Alan Vega och Martin Rev. Verksamma sedan 1971.
- The Everly Brothers, USA, bestående av bröderna Don och Phil Everly